# Похвалин, Василий Алексеевич
Василий Алексеевич Похвалин (1909—1963) — советский военный. Участник Великой Отечественной войны. Герой Советского Союза (1944). Гвардии старший лейтенант.

## Биография
Родился 17 февраля 1909 года в посёлке Нязепетровский завод Красноуфимского уезда Пермской губернии Российской империи (ныне город Нязепетровск Челябинской области Российской Федерации) в семье рабочего. Русский.
Окончил начальную школу. Рано лишившись родителей, с 12 лет вынужден был зарабатывать себе на жизнь, батрача в хозяйствах зажиточных крестьян. В 1926 году переехал в Карабаш, где устроился рабочим на Карабашский медеплавильный завод. После окончания курсов десятников В. А. Похвалин был распределён в Миасс на золотой прииск, который в 1939 году вошёл в трест «Миассзолото». Прошёл путь от горного десятника до начальника прииска.
В ряды Рабоче-крестьянской Красной Армии был призван Миасским районным военкоматом Челябинской области 15 сентября 1942 года. В действующей армии лейтенант Василий Похвалин с 10 августа 1943 года в должности парторга 3-го стрелкового батальона 184-го гвардейского стрелкового полка 62-й гвардейской стрелковой дивизии резерва Ставки Верховного Главнокомандования. 7 сентября 1943 года 62-я гвардейская стрелковая дивизия вошла в состав 37-й армии Степного фронта. Боевое крещение принял в ходе Полтавско-Кременчугской фронтовой операции Битвы за Днепр. Особо отличился при форсировании Днепра и боях за расширение плацдарма на его правом берегу.
В ходе освобождения Левобережной Украины в период напряжённых боёв за Полтаву войска 37-й армии находились во втором эшелоне фронта и в боях практически не участвовали. 24 сентября 1943 года подразделения армии были введены в бой, и преследуя отступающие части разбитых 8-й и 1-й танковой армий противника, в ночь на 27 сентября 1943 года вышли передовыми частями к Днепру западнее Пришиб-Карповка—Боцулы—Солошино. В этот период Василий Похвалин провёл большую подготовительную работу среди личного состава своего батальона, мобилизовав коммунистов и беспартийных на выполнение поставленных боевых задач в ходе текущего периода и предстоящего форсирования реки Днепр. Оценивая деятельность политработников 37-й армии в период Полтавско-Кременчугской операции, специалисты Главного военно-научного управления Генерального Штаба Советской Армии впоследствии отмечали: 

В ходе марша к Днепру и в местах сосредоточения во всех частях и соединениях с 25 по 30 сентября были проведены собрания и митинги на тему «Славные победы Красной Армии». На партийных и комсомольских собраниях обсуждался вопрос «Задачи коммунистов и комсомольцев в бою». В полках и батальонах были проведены инструктивные совещания агитаторов, редакторов боевых листков, на которых ещё раз разъяснялись формы и содержание агитационно-пропагандистской работы в бою. При подходе к Днепру были проведены беседы на темы: «Форсирование Днепра и дальнейшее наступление — первостепенная задача каждого из нас», «Приказ командира — приказ Родины», «Смелому танк не страшен», «Трус и паникёр — злейший враг в бою», «О зверствах фашистских оккупантов». Собрания и митинги проводились на высоком идейном уровне. На этих собраниях и митингах выступали солдаты и офицеры, имевшие опыт форсирования рек. Они делились своим опытом и призывали напрячь все силы для освобождения Советской Украины… Во взводах и отделениях коммунисты разъяснили всем бойцам боевую задачу и провели беседы на тему «Успешное форсирование Днепра ускорит разгром фашистов». — Подготовка войск 37-й армии к форсированию Днепра//Сборник военно-исторических материалов Великой Отечественной войны. Выпуск 12. М.: Воениздат, 1953.
 28 сентября 1943 года 3-й стрелковый батальон 184-й гвардейской дивизии под ураганным огнём противника форсировал Днепр, захватил плацдарм северо-восточнее села Мишурин Рог, и успешно отразив контратаку противника, значительно расширил его по фронту и в глубину. Во время форсирования реки и боёв за удержание и расширение плацдарма на её правом берегу гвардии лейтенант Василий Похвалин находился непосредственно в боевых порядках батальона «и личным примером мужества и отваги» вдохновлял бойцов на выполнение боевых задач.
Стремясь ликвидировать захваченный частями 37-й армии плацдарм на правом берегу Днепра противник стянул к месту боёв значительные силы пехоты из состава 106-й, 62-й и 39-й пехотных дивизий, подразделения кавалерийской дивизии СС, танковые соединения из состава дивизий «Мертвая Голова» и «Великая Германия», 23-ю танковую дивизию и часть сил 6-й танковой дивизии общей численностью до двух пехотных и трёх танковых дивизий, в которых насчитывалось около 150 танков. В тяжёлых боях за расширение плацдарма 4 октября 1943 года из строя вышел командир одной из стрелковых рот батальона. Приняв командование ротой на себя, в критический момент боя поднял роту в атаку и в рукопашной схватке отбросил контратакующего противника на исходные позиции. В последующие три дня боёв продолжал исполнять обязанности командира роты, и отражая до 10 контратак противника ежедневно, примером личного героизма воодушевлял своих бойцов на выполнение боевых задач по расширению и закреплению плацдарма. 7 октября 1943 года в районе села Ясиноватка был тяжело ранен и эвакуирован в госпиталь. 
Указом Президиума Верховного Совета СССР «О присвоении звания Героя Советского Союза генералам, офицерскому, сержантскому и рядовому составу Красной Армии» от 22 февраля 1944 года за «образцовое выполнение боевых заданий командования при форсировании реки Днепр, развитие боевых успехов на правом берегу реки и проявленные при этом отвагу и геройство» удостоен звания Героя Советского Союза с вручением ордена Ленина и медали «Золотая Звезда».
После излечения был направлен на 3-й Прибалтийский фронт, где получил назначение на должность парторга 3-го стрелкового батальона 941-го стрелкового полка 265-й стрелковой дивизии 67-й армии. В мае 1944 года дивизия, в которой служил Василий Алексеевич, была переброшена на Карельский перешеек и вошла в состав 110-го стрелкового корпуса 21-й армии Ленинградского фронта. В июне 1944 года участвовал в разгроме финских войск в ходе Выборгской операции, освобождении города Выборга. После формального окончания операции войска Ленинградского фронта продолжали наступательные действия против финских войск на Карельском перешейке, создавая благоприятные условия для проведения Карельским фронтом Свирско-Петрозаводской операции. При штурме крупного узла финской обороны в районе посёлка Карисалми 26 июня 1944 года находился в боевых порядках батальона и личным примером воодушевлял бойцов на выполнение боевой задачи. При взятии высоты 46,0 был вновь тяжело ранен и эвакуирован в медицинское учреждение.
После госпиталя направили на 1-й Белорусский фронт, где он получил назначение на должность заместителя командира 2-го стрелкового батальона по политической части 1105-го стрелкового полка 328-й стрелковой дивизии 47-й армии. Участвовал в Варшавско-Познанской и Восточно-Померанской операциях. 16 апреля 1945 года началась Берлинская наступательная операция, в ходе которой 328-я стрелковая дивизия, форсировав Одер, нанесла удар севернее Зееловских высот. В ходе операции Василий Похвалин, незадолго до этого получивший звание старшего лейтенанта, находился в боевых порядках батальона и осуществлял непосредственное руководство подразделением в бою. Личным примером увлекая бойцов за собой, 18 апреля 1945 года повёл батальон на прорыв вражеской обороны. Захватив важную высоту 111,2, батальон первым ворвался в город Врицен и завязал уличные бои, в ходе которых уничтожил до 40 немецких солдат и подавил 10 огневых точек противника. Решительные и умелые действия бойцов под командованием Василия Похвалина способствовали успешному наступлению соседнего батальона 1105-го стрелкового полка. Выполняя боевую задачу по окружению Берлина, подразделения 328-й стрелковой дивизии обошли столицу Германской империи с севера. В боях за город Потсдам в самом конце войны был тяжело ранен, потерял левую руку. После лечения в госпитале был комиссован по инвалидности и вернулся на Урал. 
Жил в городе Копейске. Несмотря на тяжёлое увечье, работал на шахте № 2-3-22 бис. В декабре 1951 года перевёлся на шахту № 205 «Северная», где трудился десятником и старшим десятником участка погрузки. Вёл активную общественную жизнь. Был командиром народной дружины, избирался депутатом исполнительного комитета городского совета Копейска. Тяжёлые ранения, полученные на фронте, пагубно сказались на здоровье ветерана.
22 сентября 1963 года скончался. Похоронен в городе Копейске Челябинской области.

## Награды
- Медаль «Золотая Звезда» (22.02.1944);
- орден Ленина (22.02.1944);
- орден Отечественной войны 1-й степени (25.05.1945);
- орден Отечественной войны 2-й степени (13.05.1945);
- орден Красной Звезды (09.07.1944);
- медали, в том числе:
  - медаль «За боевые заслуги»;
  - медаль «За взятие Берлина».

## Память
- Бюст Героя Советского Союза В. А. Похвалина установлен на Аллее копейчан — Героев Советского Союза в городе Копейске.
- Мемориальная доска в честь Героя Советского Союза В. А. Похвалина установлена на здании военкомата в городе Копейске.
- Его именем названа улица в городе Копейске.

## Документы
- Общедоступный электронный банк документов «Подвиг Народа в Великой Отечественной войне 1941—1945 гг.» Дата обращения: 12 марта 2013. Архивировано из оригинала 13 марта 2012 года.

Представление к Званию Героя Советского Союза. Дата обращения: 12 марта 2013. Архивировано 7 апреля 2013 года.
Указ Президиума Верховного Совета СССР о присвоении звания Героя Советского Союза. Дата обращения: 12 марта 2013. Архивировано 7 апреля 2013 года.
Орден Отечественной войны 1-й степени (наградной лист и приказ о награждении). Дата обращения: 12 марта 2013. Архивировано 11 апреля 2013 года.
Орден Отечественной войны 2-й степени (наградной лист и приказ о награждении). Дата обращения: 12 марта 2013. Архивировано 11 апреля 2013 года.
Орден Красно Звезды (наградной лист и приказ о награждении). Дата обращения: 12 марта 2013. Архивировано 11 апреля 2013 года.